# Manslaughter (álbum)
Manslaughter é o quinto álbum de estúdio da banda americana de heavy metal Body Count (banda). O álbum foi lançado a 10 de Junho de 2014 pela Sumerian Records.
De acordo com o site de criticas agregadas Metacritic, Manslaughter tem uma pontuação média de 72/100 baseada em seis criticas, o que indica "análises geralmente favoráveis." Vendeu cerca de 3,600 copias nos Estados Unidos na primeira semana, alcançando a posição #102 na tabela Billboard 200.

## Produção
Em Dezembro de 2012, Ice-T anunciou no Twitter que Body Count (banda) iriam começar a produção de um novo álbum em Janeiro de 2013. No dia seguinte, Ice-T revelou que a banda tinha assinado com a Sumerian Records. Ice-T sugeriu que o álbum teria o nome Rise! ou Manslaughter.
A 10 de Maio de 2013, Ice-T anunciou que tinham começado a prodção do quinto álbum da banda e que se iria chamar Manslaughter. O álbum foi lançado a 10 de Junho de 2014.
"Talk Shit, Get Shot", o primeiro single do álbum, foi lançado a 19 de Maio de 2014, e o video correspondente a 21 de Maio. Um segundo video para a canção Institutionalized 2014, um original da banda Suicidal Tendencies mas com letras "modernizadas", foi lançado em Janeiro de 2015.

## Resposta critica
| Críticas profissionais | Críticas profissionais |
| Pontuações agregadas   | Pontuações agregadas   |
| Fonte                  | Avaliação              |
| ---------------------- | ---------------------- |
| Metacritic             | 72/100                 |
| Avaliações da crítica  |                        |
| Fonte                  | Avaliação              |
| Allmusic               | [ 12 ]                 |
| All About The Rock     | 10/10                  |
| Alternative Press      | [ 14 ]                 |
| Consequence of Sound   | B-                     |
| Kerrang!               | [ 11 ]                 |
| Rock Sound             | 7/10                   |
| Rolling Stone          | [ 17 ]                 |

De acordo com o site de criticas agregadas Metacritic, Manslaughter tem a pontuação média de 72/100 baseada em seis criticas, o que indica "análises geralmente favoráveis."
Gregory Heaney do AllMusic deu três em cinco estrelas, referindo "Neste momento, Body Count não mudou muito, e parece que também não querem, significando que se conheces os anteriores trabalhos, então Manslaughter tem ainda mais metal de influencias rap para alimentar a tua fúria. No entanto, se nunca lhes deste muita importância, não é este álbum que te vai fazer mudar de ideias." While Craig Hogan do All About The Rock deu a pontuação perfeita e disse que Manslaughter "É provavelmente o melhor álbum de BC." Phil Freeman do Alternative Press deu quatro em cinco estrelas, dizendo "Manslaughter é um álbum feroz e pesado, que volta a provar que Ice-T e companhia são competidores no metal, bem mais do que uma nota de pop-cultural em rodapé." Jon Hadusek do Consequence of Sound deu a classificação B- "Liricalmente e musicalmente, Manslaughter é facilmente o trabalho mais inspirado de Body Count desde o seu primeiro álbum, porque soa como uma reconciliação de todos os equívocos com que a banda teve que lidar no passado. É uma declaração de intenção neste momento: eles querem ser ouvidos, não importa quem fica ofendido ou chateado. se não aguentas, não ouças. Se aguentas, então pára de dizer parvoíces e aprecia." A Rolling Stone tem a mesma opinião ao dizer que é "facilmente o melhor álbum do grupo desde a sua estreia em 1992 [...] Manslaughter tem o salto musical mais esperto da banda em décadas: envolvendo desde aquela mistura desleixada de thrash e punk a inclinar-se para o metal extremo contemporâneo." A revista Kerrang! deu quatro em cinco estrelas possíveis, e diz que Manslaughter "não é para os fracos de coração ou que se ofendem facilmente. Body Count são definitivamente diversão estridente. Chris Sayer do Rock Sound disse que "Não é grande, não é esperto, mas ouvimos o novo álbum de Body Count mais do que aquilo que devíamos" e conclui referindo que Manslaughter "Metal puro não é. Diversão pura, é com certeza."

## Lista de faixas
| No. | Titulo                               | Escrito por                                | Duração |
| --- | ------------------------------------ | ------------------------------------------ | ------- |
| 1.  | "Talk Shit, Get Shot"                | Ernie C, Ice-T, Vincent Price, Will Putney | 3:47    |
| 2.  | "Pray For Death"                     | Ernie C, Ice-T, Vincent Price, Will Putney | 3:40    |
| 3.  | "99 Problems BC"                     | Ice-T                                      | 3:09    |
| 4.  | "Back To Rehab"                      | Ernie C, Ice-T, Vincent Price, Will Putney | 3:25    |
| 5.  | "Manslaughter"                       |                                            | 3:13    |
| 6.  | "Get A Job"                          |                                            | 3:01    |
| 7.  | "Institutionalized 2014"             | Mike Muir, Louiche Mayorga, Ice-T          | 3:46    |
| 8.  | "Pop Bubble" (featuring Jamey Jasta) | Ernie C, Ice-T, Vincent Price, Will Putney | 3:24    |
| 9.  | "Enter The Dark Side"                |                                            | 3:30    |
| 10. | "Bitch In The Pit"                   |                                            | 3:00    |
| 11. | "Black Voodoo Sex"                   |                                            | 3:58    |
| 12. | "Wanna Be A Gangsta"                 |                                            | 3:45    |
| 13. | "I Will Always Love You"             |                                            | 5:14    |
| 14. | "99 Problems BC - Rock mix"          | Ice-T                                      | 3:22    |

## Pessoal
- Ice-T – voz
- Ernie C – guitarra
- Ill Will – bateria
- Vincent Price – baixo
- Juan of the Dead – guitarra
- Sean E Sean – voz de apoio, sampler

## Tabelas
| Tabela (2014) | Posição máxima |
| ------------- | -------------- |
| Billboard 200 | 102            |